# Distretto di Shiselweni
Il distretto di Shiselweni è il più meridionale dei quattro distretti dell'eSwatini. Il suo capoluogo è Nhlangano.

## Geografia antropica

### Suddivisioni amministrative
Il distretto è suddiviso nei 14 seguenti tinkhundla:
- Inkhundla Gege. Imiphakatsi: Emhlahlweni, Emjikelweni, Endzingeni, Ensukazi, Kadinga, Katsambekwako, Mgazini, Mgomfelweni, Mlindazwe, Sisingeni.
- Inkhundla Hosea. Imiphakatsi: Ka-Hhohho Emva, Ludzakeni/Kaliba, Lushini, Manyiseni, Nsingizini, Ondiyaneni.
- Inkhundla Kubuta. Imiphakatsi: Ezishineni, Kakholwane, Kaphunga, Ngobelweni, Nhlalabantfu.
- Inkhundla Maseyisini. Imiphakatsi: Dlovunga, Kamzizi, Mbilaneni, Vusweni.
- Inkhundla Matsanjeni Sud. Imiphakatsi: Bambitje/Nsalitje, Dinabanye, Ekuphumleni, Qomontaba.
- Inkhundla Mtsambama. Imiphakatsi: Bhanganoma, Ekwendzeni, Kambhoke, Magele.
- Inkhundla Ngudzeni. Imiphakatsi: Ekukhanyeni, Ekulambeni, Lusitini, Ndushulweni, Nyatsini.
- Inkhundla Nkwene. Imiphakatsi: Ebuseleni, Hlobane, Kagwebu, Kuphumleni, Nhlalabantfu, Sigcineni.
- Inkhundla Sandleni. Imiphakatsi: Bufaneni, Enkalaneni, Ka-Nzameya, Kagasa, Kontjingila, Mbelebeleni, Mphini, Ngololweni, Nkhungwini, Tibondzeni.
- Inkhundla Shiselweni I. Imiphakatsi: Dumenkungwini, Mabona, Mchinsweni, Zikhotheni.
- Inkhundla Shiselweni II. Imiphakatsi: Embheka, Mahlalini, Makhwelela, Mbabala, Mkhitsini, Mphangisweni, Sikhotseni.
- Inkhundla Sigwe. Imiphakatsi: Empini, Kankhomonye, Lindizwa, Lulakeni.
- Inkhundla Lavumisa. Imiphakatsi: Ezindwenweni, Maplotini, Mlindazwe, Phangweni, Qomintaba, Vimbizibuko.
- Inkhundla Zombodze. Imiphakatsi: Bulekeni, Mampondweni, Ngwenyameni, Zombodze.